# Епархия Гранады (Колумбия)
Епархия Гранады (лат. Dioecesis Granadiensis in Columbia) — епархия Римско-Католической церкви с центром в городе Гранада, Колумбия. Епархия Гранады входит в митрополию Вильявисенсио. Кафедральным собором епархии Гранады является церковь Пресвятой Девы Марии Кармельской.

## История
16 января 1964 года Римский папа Павел VI выпустил буллу «Laetamur admodum», которой учредил апостольскую префектуру Ариари, выделив её из апостольского викариата Вильявисенсио (сегодня – Архиепархия Вильявисенсио).
3 октября 1987 года Римский папа Иоанн Павел II выпустил буллу «Ad universas orbis», которой преобразовал апостольскую префектуру Ариари в апостольский викариат.
29 октября 1999 года Римский папа Иоанн Павел II издал буллу «Cum Vicariatus», которой преобразовал апостольский викариат Ариари в епархию Гранады. В этот же день епархия Гранады вошла в митрополию Боготы.
3 июля 2004 года епархия Гранады вошла в митрополию Вильявисенсио.

## Ординарии епархии
- епископ Jesús María Coronado Caro S.D.B.[1] (16.01.1964 — 10.02.1973 — назначен епископом Гирардота);
- епископ Héctor Jaramillo Duque S.D.B. (14.09.1973 — 3.08.1981 — назначен епископом Синселехо);
- епископ Luís Carlos Riveros Lavado S.D.B. (5.03.1982 — 27.09.1986);
- епископ Héctor Julio López Hurtado S.D.B. (15.12.1987 — 15.06.2001 — назначен епископом Гигардота);
- епископ José Figueroa Gómez (8.08.2002 — 31.05.2025, в отставке);
- епископ Jorge Enrique Malpica Bejarano (31.05.2025 — по настоящее время).

## Источник
- Annuario Pontificio, Libreria Editrice Vaticana, Città del Vaticano, 2003, ISBN 88-209-7422-3
- Булла Laetamur admodum  (лат.)
- Булла Ad universas orbis  (лат.)
- Булла Cum Vicariatus  (лат.)